# Unlucky Louey
Unlucky Louey è un cortometraggio muto del 1915 diretto da Sidney Drew.

## Produzione
Il film fu prodotto dalla Vitagraph Company of America.

## Distribuzione
Distribuito dalla General Film Company, il film - un cortometraggio in una bobina - uscì nelle sale cinematografiche statunitensi il 10 settembre 1915. Ne venne fatta una riedizione che uscì il 4 marzo 1918 distribuita dalla Favorite Films.